# 夏侯阳算经
《夏侯阳算经》，三卷，算经十书之一。唐代夏侯陽著，原書已失傳。
《夏侯阳算经》成書於《张丘建算经》之前，甄鸾曾注此书，唐初经李淳風等整理，列爲国子监算学诸生必讀的十部算经之一。原書於北宋時已失传。元豐九年（1084年）所刻《夏侯阳算经》是一部伪书，即唐代韓延所撰《算书》，因卷首《明乘除法》章有“夏侯阳曰”而被误认为《夏侯阳算经》。
流传至今的《夏侯阳算经》全书共三卷八十三题。唐代商業發達，化乘除为加减，通常称为乘除捷算法，例如乘数是2.45, 可變成7×7÷10÷2, 后来称为“重因法”，並促進珠算的诞生。錢寶琮认为，宋代《夏侯阳算经》引用当时流传的乘除捷法，解答日常生活中的应用问题，保存了很多数学史料。特别是第一章《明乘除法》，保存了真本《夏侯阳算经》的内容。

## 内容

### 卷上
- 明乘除法
- 辩度量衡
- 言斛法不同
- 课租庸调
- 论步数不等
- 变米谷

### 卷中
- 求地税
- 分禄料
- 计给粮
- 定脚价
- 称轻重

### 卷下
- 说诸分